# Las panteras de Argel
Las panteras de Argel (italiano: Le pantere di Algeri) es una novela de aventuras del escritor italiano Emilio Salgari. Fue publicada en 1903.

## Trama
El siglo XVI, época de guerra religiosa entre cristianos y musulmanes. Ida de Santafiora, la prometida del barón de San Telmo, Caballero de Malta, es raptada por un príncipe moro. El barón, determinado a librar a su prometida, deberá superar con temeridad y osadía un sinnúmero de obstáculos que sus enemigos pondrán en su camino.
Los piratas bereberes atacaban por esa época gran número de naves europeas que viajaban por el Mediterráneo, las saqueban y destruían y hacían prisioneros y luego esclavos a los tripulantes. Esos son los hechos históricos, menos o más exagerados, en los que Salgari basa la trama de Las Panteras de Argel.

## Títulos alternativos en español
- La Editorial Saturnino Calleja, publicó Las panteras de Argel en dos volumes: Las panteras de Argel (Tomo I) y Las panteras de Argel (Tomo II) (19??)
- La Editorial Saturnino Calleja, publicó Las panteras de Argel en dos volumes: Las panteras de Argel (Tomo I) y El filtro de los califas (Tomo II) (1920).
- La Ediciones G.P., publicó Las panteras de Argel en dos volumes: Las panteras de Argel y El filtro de los califas  (1950)
- La Editorial Molino dentro de su colección Salgari, publicó Las panteras de Argel en dos volumes: Las panteras de Argel y El filtro de los califas (1961).
- La Editorial GAHE (Madrid) publicó Las panteras de Argel en dos volumes: Las panteras de Argel y El filtro de los califas (1975).
- La Editorial Porrua publicó Las panteras de Argel & El filtro de los califas en un volume en 1985.